# Suzy (film, 1936)
Pour plus de détails, voir Fiche technique et Distribution.
Suzy  est un film américain en noir et blanc réalisé par George Fitzmaurice, sorti en 1936.

## Synopsis
Suzanne "Suzy" Trent est une danseuse qui tombe amoureuse et épouse Terry Moore, un ingénieur et inventeur fantasque. Une espionne allemande, Diane Eyrelle, tire sur son mari ; Suzy s'enfuit à Paris, pensant que son mari est mort. Là, dans le cabaret où elle travaille, elle rencontre André Charville, un célèbre pilote français de la Première Guerre mondiale ; tous deux tombent rapidement amoureux et se marient. Suzy découvre alors que son premier mari n'est pas mort et qu'il est plus proche qu'elle ne l'imaginait...

## Fiche technique
- Titre original : Suzy
- Réalisation : George Fitzmaurice
- Scénario : Dorothy Parker, Alan Campbell, Horace Jackson et Lenore J. Coffee
  - d'après le roman Suzy de Herbert Gorman (1934)
- Photographie : Ray June
- Montage : George Boemler
- Musique : William Axt
- Direction artistique : Cedric Gibbons
- Costumes : Dolly Tree
- Producteur : Maurice Revnes
- Société de production et de distribution : Metro-Goldwyn-Mayer
- Pays de production :  États-Unis
- Langue originale : anglais américain
- Format : Noir et blanc — 35 mm — 1,37:1 — son : mono (Western Electric Sound System)
- Genre : drame, espionnage
- Durée : 93 minutes
- Date de sortie :
  - États-Unis : 20 juillet 1936

## Distribution
- Jean Harlow : Suzy
- Franchot Tone : Terry
- Cary Grant : André
- Lewis Stone : le baron
- Benita Hume : Madame Eyrelle
- Reginald Mason : le capitaine Barsanges
- Inez Courtney : Maisie
- Greta Meyer : Mme Schmidt
- David Clyde : 'Knobby'
- Christian Rub : 'Pop' Gaspard
- George Spelvin : Gaston
- Una O'Connor : la propriétaire
- Theodore von Eltz : le producteur de revue
- Dennis Morgan : l'officier

Acteurs non crédités
- George Davis : un barman
- Ferdinand Gottschalk : le propriétaire du café Anges